# 高长久
高长久（1909年—1983年），又名夏世雄，男，陕西佳县人，中华人民共和国政治人物，曾任陕西省政协副主席，第五届全国政协委员。